# Itame dealbaria
Itame dealbaria là một loài bướm đêm trong họ Geometridae.